# El Castell (Campelles)
El Castell és una muntanya de 1.340 metres que es troba al municipi de Campelles, a la comarca catalana del Ripollès.